# Niedrige Rauke
Die Niedrige Rauke (Sisymbrium supinum), auch Niederliegende Rauke genannt, ist eine Pflanzenart aus der Gattung der Rauken (Sisymbrium) innerhalb der Familie der Kreuzblütler (Brassicaceae).

## Beschreibung

### Vegetative Merkmale
Die Niedrige Rauke ist eine ein- bis zweijährige krautige Pflanze, die Wuchshöhen von 5 bis 10 Zentimetern erreicht. Die niederliegenden bis aufsteigenden Stängel sind nur an ihrer Basis verzweigt und können 10 bis 30 Zentimeter lang werden. Die bis zum oberen Ende beblätterten Stängel sind mit borstigen, abwärts gerichteten, weißen Trichomen besetzt.
Die Laubblätter sind fast sitzend, 2 bis 5, selten bis zu 10 Zentimeter lang. Die fiederspaltige Blattspreite hat auf jeder Seite zwei bis fünf gezähnte bis gelappte, schmal-ovale ungleiche Seitenschnitte, die durch stumpfe Buchten voneinander getrennt sind. Der stumpf gezähnte Endabschnitt ist oft etwas größer.

### Generative Merkmale
Die Blütezeit reicht von Juni bis Oktober. Die Blütenstiele entspringen einzeln den Blattachseln, sind etwa 3 Millimeter lang und sind kürzer als die Blüten.
Die zwittrige Blüte ist radiärsymmetrisch und vierzählig mit doppelter Blütenhülle. Die vier aufrechten Kelchblätter sind 2 bis 3 Millimeter lang. Die vier weißen Kronblätter sind bei einer Länge von 3 bis 4 Millimetern schmal-spatelförmig und allmählich in einen Nagel verschmälert.
Der Fruchtstiel ist 2 bis 4 Millimeter lang. Die am Stängel aufrecht-abstehenden, sehr kurz behaarten Schoten sind 10 bis 30 Millimeter lang sowie etwa 1,5 Millimeter breit und haben am oberen Ende einen 1 bis 1,5 Millimeter langen Griffel. Die Schoten öffnen sich mit zwei Fruchtklappen. Die etwa 1 Millimeter langen gelbbraunen Samen liegen zweireihig am Rahmen (Replum) in der Schote.

### Chromosomensatz
Die Chromosomengrundzahl beträgt x = 7; es liegt Hexaploidie mit einer Chromosomenzahl von 2n = 42 vor.

## Ökologie
Bei der Niedrigen Rauke handelt es sich um einen Therophyten.
Die Niedrige Rauke ist homogam, in den Blüten sind männliche und weibliche Blütenorgane gleichzeitig fertil. Die Niedrige Rauke ist selbstkompatibel, also führt Selbstbefruchtung erfolgreich zum Samenansatz.
Blütenökologisch handelt es sich um Scheibenblumen mit halbverborgenem Nektar, wobei sich die Nektarien an der Basis der Staubblätter befinden. Bestäuber sind Syrphiden, Bienen und Falter.
Diasporen sind die Samen. Die Ausbreitung der Diasporen erfolgt durch Autochorie oder durch den Wind (Anemochorie).

### Chromosomensatz
Die Chromosomengrundzahl beträgt x = 7; es liegt Hexaploidie mit einer Chromosomenzahl von 2n = 42 vor.

## Vorkommen
Es gibt Fundortangaben für Spanien, Frankreich, Deutschland, die Schweiz, Schweden, Lettland, Estland und Russland. Früher kam sie auch in Belgien und in den Niederlanden vor. Sie kommt in der Schweiz nur im Kanton Jura vor und ist mit CR = vom Aussterben bedroht bewertet.
Die Niedrige Rauke gedeiht an offenen, nährstoffreichen, sandigen Ufern meist in Pflanzengesellschaften des Verbands Bidention. Am Lac de Joux in der Schweiz gedieh diese Art besonders auf dem vom zurückgewichenen Wasser vegetationsarmen sandigen Ufer. Sie entwickelte sich also in den trockeneren Jahren optimal und verschwand bei Hochwasser bis auf wenige Exemplare.
Die ökologischen Zeigerwerte nach Landolt et al. 2010 sind in der Schweiz: Feuchtezahl F = 4w+ (sehr feucht aber stark wechselnd), Lichtzahl L = 4 (hell), Reaktionszahl R = 4 (neutral bis basisch), Temperaturzahl T = 3+ (unter-montan und ober-kollin), Nährstoffzahl N = 3 (mäßig nährstoffarm bis mäßig nährstoffreich), Kontinentalitätszahl K = 2 (subozeanisch).

## Taxonomie
Die Erstveröffentlichung des Namens (Basionym) Sisymbrium supinum erfolgte 1753 durch Carl von Linné in Species Plantarum, Tomus 2, S. 657. Ein Synonym für Sisymbrium supinum L. ist Braya supina (L.) W.D.J.Koch.
Die Neukombination zu Erucastrum supinum (L.) Al-Shehbaz & Warwick erfolgte 2003 durch Suzanne I. Warwick und Ihsan Al-Shehbaz: Nomenclatural notes on Sisymbrium (Brassicaceae). In: Novon, Volume 13, Issue 2, S. 266. Seither gehört diese Art zur Gattung Erucastrum (DC.) C.Presl und damit zur Tribus Brassiceae. Weitere Synonyme für Erucastrum supinum (L.) Al-Shehbaz & Warwick sind: Kibera supina (L.) Fourr. Braya supina (L.) W.D.J.Koch